# Cauterets

Cauterets este o comună în departamentul Hautes-Pyrénées din sudul Franței. În 2009 avea o populație de 1.118 de locuitori.

## Evoluția populației
| An        | 1975  | 1982  | 1990  | 1999  | 2006  | 2009  |
| --------- | ----- | ----- | ----- | ----- | ----- | ----- |
| Populație | 1.065 | 1.105 | 1.201 | 1.305 | 1.109 | 1.118 |